# 王家の紋章
『王家の紋章』（おうけのもんしょう）は、細川智栄子あんど芙〜みんによる日本の漫画。『月刊プリンセス』（秋田書店）にて、1976年10月号より連載されている。
1990年、第36回小学館漫画賞少女向け部門受賞。2006年11月時点で累計発行部数は4000万部を記録している。
本作品を長年にわたり掲載してきた『月刊プリンセス』は2005年新年特大号にて創刊30周年を迎え、また2006年9月6日発売の10月号で本作品は連載30周年を迎えた。それらを記念して、『プリンセス』誌では付録を付けるなどの様々な催しが行われた。
2016年8月、ミュージカル化され、帝国劇場にて上演された。2017年4月に再演され、2021年8月-9月に再々演。
2021年8月5日から10月14日まで、本作の45周年を記念して、複製原画展「王家の紋章ミュージアム」が帝国ホテルプラザ東京にて開催された。

## 概要
古代エジプトを主要な舞台に据えながら、主人公キャロルの現代からのタイムスリップ劇、さまざまな人物ストーリー、さらには周辺国の思惑なども織り交ぜて創り上げられた、何十年もの長い間描かれて大河の如き物語に成長した長編ロマン漫画である。緻密で装飾性豊かな画風とともに、ところどころに詩的、文学的な表現を散りばめられていることが格調高さを演出している。
また著名なエジプト考古学者、吉村作治はこの作品について「いろいろヒットしている理由はあるだろうが、私が思うには作者がエジプトに情熱を持っているからではないかと思う。読者が本当に心をひきつけられるポイントは作者がどれだけこの著作に心底入れ込んでいるかだろうと思う。そういった面でこの『王家の紋章』は華麗な絵と読み心地のよいセリフの間に埋もれている作者の心意気が伝わってくる。」と述べている。

### 時代設定
古代エジプトは紀元前3000年からおよそ3000年間の歴史を持っているが、『王家の紋章』では王家の谷のことに言及されていること、ヒッタイトとの戦いにも触れていることなどから紀元前1500年以降の新王国時代をモチーフとしていると見られる。この時代のエジプトはメソポタミア文明とともにオリエントで無二の先進国だった時代が去り、周辺に新興国が台頭してきて対応を迫られた時代でもあった。だが同時に最盛期でもあり、海外に遠征してトトメス1世の時エジプト新王国の版図は最大に達した。ツタンカーメン王墓の豪奢な副葬品からもうかがえるように文化的にも最盛期であった。メンフィス王が領土を拡げ国力を盛んにしエジプトを最大の強国にすることを願っているのも、そういうせめぎ合いが背景にある。

## あらすじ
エジプトに留学中の主人公―キャロル・リードは、日々熱心に考古学を学ぶ16歳のアメリカ人。ある日、リード家が貢献する事業の一環として若くして暗殺された古代エジプト王（ファラオ）―メンフィスの墓を暴いたため、彼女は神殿の祭祀であったメンフィスの姉―アイシスの呪術により、古代エジプトにタイムスリップしてしまう。
古代エジプトで途方に暮れるキャロルだったが、金髪碧眼に白い肌がエジプト宮廷の人々の目に留まり、21世紀 の人間としての倫理観や考古学の知識が「尊い予言」と判断され、古代エジプトを助ける慈悲深い“ナイルの娘”“黄金の姫”として崇められるようになる。やがて度重なる暗殺から救ったメンフィスと愛し合い、晴れて王妃となってその子を身籠る。が、現代人としての英知やエジプトを狙って、または可憐な容色も兼ね備えたキャロルを見初めて奪取を画策する者、アイシス一派を始めとしたキャロル抹殺を企む者など、諸国の王族までが入り乱れ、2人の間には数々の危機が立ち塞がる。

## 登場人物
※「声」はイラスト・ビデオ・ストーリー版/単行本第60巻ドラマCD版の順。

### 主人公
キャロル・リード
声 - 潘恵子、山本百合子 / 沢城みゆき
リード・コンツェルンの社長令嬢（ライアンの世襲後には令妹）で、16歳の主人公。メンフィスの王妃となる。
アメリカ人ながら大好きな考古学のためにエジプトに留学し、カイロ学園に在学中の一家の末っ子。メンフィスの墳墓の発掘隊に同行していたことで、墓を暴いた報いとして、アイシスの呪いで古代エジプトにタイムスリップしてしまう。迷い込んだ古代エジプトで、考古学への深い造詣を始めとした幅広い現代知識と金髪碧眼に白い肌の美しい容姿から“ナイルの娘”“黄金の姫”と崇められるようになる。当初は恐れていたメンフィスを次第に深く愛するようになり、古代に留まって添い遂げることを決意する。朗らかで、現代人らしく何人の命も尊ぶ心を持ち、残虐を持って力としていた古代人に臆することなく苦言を呈する場面も多く、国民や臣下から篤く慕われるようになる。可憐な容姿ながら、誰もが服従し崇める、半ば神のようなファラオ（メンフィス）にさえも平手打ちをするほどの芯の強さも併せ持つ。しかしその好奇心旺盛さや人の良さから来る迂闊さ、様々な利用価値の高さ、王達の恋心を掻き立てていることで、多くの野望の的としてその身を狙われている。リビアのカーフラ王女とカプターの策略でメンフィスが第二の妃を迎えるとの話を聞いて絶望し、自ら現代に戻るが、メンフィスの子を宿していることを知り、船の事故を機に再び古代へ戻った。流れついた先でマシャリキという青年に献身的な介助を受け、キャロルが現れたという情報を得たイズミル王子に攫われたが、キャロルが身ごもっていることを悟った王子は、キャロルの身を案じあえて夜中に逃げ出すキャロルを見逃した。逃亡中にウナス、ルカと無事再会をした時に、第二の妃を迎えるというのが嘘（大神官の陰謀）だったと聞き、再びメンフィスとの愛を確認したキャロルは、急ぎエジプトを目指すが、たどり着いた下エジプトの神殿には、戦争の混乱に乗じ神殿を乗っ取っていたアイシスが待ち構えていた。自分を憎むアイシスに我が子を殺されないよう隠し通そうとしたが、懐妊に気付いたナフテラとの会話をアリに聞かれてしまい、激昂したアイシスに死海に落とされ流産してしまう。子を失った罪悪感とショックで体力が激しく消耗し意識不明の重体になるが、ちょうどミノアからキャロルに助けを求めに来ていたユクタス将軍とミノアの兵の助力によってついに下エジプトの神殿から脱出する。意識不明の状態で再会したメンフィスによって、意識の回復を祈る祈祷の儀式の中、アリ達によって火の海の中に取り残されるが、マシャリキを追ってエジプトに潜んでいたエレニーの薬によって意識が覚醒し、ついに愛するメンフィスと再会を果たした。

### 古代エジプト王家
メンフィス
声 - 神谷明 / 梶裕貴
古代エジプト王国の王（ファラオ）で、17歳の少年王。名前の由来は下エジプトの首都だったメンフィス。
第1話でキャロルたちに発掘されるが、何者かに盗まれた。その後、古美術商の仲間に外国へ棺桶ごと売られてしまったことが判明。
長い黒髪に女と見紛うばかりの美貌ながら、火のように激しい気性と勇猛果敢さで、残忍で冷酷な切れ者として名を知られる。エジプト王家の中では珍しく、王と王妃との間に生まれた嫡出子で、生まれながらにして完全なる王位継承権を持っていた。21世紀人ならではの英知、白い肌に金髪を有する容姿、明るく優しいが、人命を貴び、王者たる自分にも屈しない姿勢を見せ、自らとエジプトの危機を救い続けたキャロルに惹かれ、いつしか熱愛するようになり、幾多の障害を乗り越えて妃にする。
異母姉である女王アイシス、父ネフェルマアト王の後妻となったヌビアのタヒリ王女、ヒッタイトのミタムン王女、アルゴン王の寵姫ジャマリ、リビアのカーフラ王女、奴隷女メクメクなど、数多くの女性を虜にするほどの美貌の持ち主だが、キャロルと知り合う以前は女に興味を示さず、キャロルを見初めてからは、他は一顧だにしない一途さを持つ。キャロルに対する態度は情熱的な愛そのものである。キャロルに人の命の尊さを諭されるようになってからは若干丸くなったものの、本質はあまり変わらぬまま。姉のアイシス同様、非常に嫉妬深いため、キャロルの口から他の男（特に兄ライアン）の名前が出ただけで烈火の如く怒り出す。しかし、時や場所を遠く隔てていても、互いを呼ぶ声や生命の危機を察知するなど、不思議な力で強く結ばれ合っている。
幼い頃から姉アイシスに激しい恋愛感情を向けられてきたが、メンフィス自身は、自分を産んで間もなく亡くなった顔も知らない母に代わって守り育ててくれた姉に対し、母の面影を重ね合わせており、恋愛対象としてでなく肉親としての情を抱くにとどまっている。
アイシス
声 - 杉山佳寿子 / 朴璐美
古代エジプト王国の第一王女で、下エジプトの女王と呼ばれている、メンフィスの異母姉。名前の由来はエジプト神話の女神イシス（Isis）をアルファベット読みしたもの。メンフィスとは異なり、母の身分は高くなかったが、幼い頃から神秘の力を持つ神殿の祭司として、周囲の尊敬を集めていた。
メンフィスのミイラが盗難に遭った夜、石室のもう一つの部屋で棺からよみがえり、異常に気付いたピラミッドの警備員2人を殺害。翌朝キャロルの前に現れ、リード家へ入り込む。キャロル達がメンフィスの墓を暴いたことを知り、リード家に復讐を始める。キャロルと共に街へ出かけた際、古美術店へ行き店に出ていない（裏）商品（盗掘した物）を店主から見せられるが、メンフィスの首飾りがあるのを発見。弟の墓を暴いた上に副葬品を外国へ売り飛ばしたことを知り、店主を殺害、また娘の看病をしていたリード氏をコブラで殺害する。
その後、キャロルが復元しようと自宅へ持ち帰った石板を見て半狂乱に。実はこの石板、王位を狙う神官が邪魔なアイシスを呪殺しようと製作した物で、あれが復元されれば…私は弟を見つけられず 古代へ戻らなければならないと青くなる（この呪術板がある限り、アイシスは現代と古代を行き来することが出来ない）。第1巻終盤に開催された古代展で、ライアンを殺害しようとするも失敗。さらに追い打ちをかけるように石板の復元が進んで体が呪縛されていき、追い詰められた彼女はキャロルを古代エジプトへ誘拐する。
神殿の祭司としての魔力と、つややかな黒髪で神秘的で妖艶な魅力とを併せ持つ絶世の美女。弟メンフィスを熱愛しているが、古代エジプトでは純粋な血統を重んずるため、兄オシリスと妹イシスの結婚のように近親結婚は珍しいものではない。キャロルに限らず、最愛の弟メンフィスに近づく女にはまるで容赦なく、冷酷そのもの。ミタムン王女（古代ヒッタイトの項目参照）を焼き殺し、メンフィスに付き纏うカーフラ王女（その他の古代人の項目参照）を負傷させた。幼い頃から異母弟であるメンフィスを熱愛してその妃となることを望み、一旦はそれが叶うも、皮肉にもメンフィスはアイシスが復讐のため古代へと引き摺りこんだキャロルに魅せられてしまう。王家の墓を暴いたことに加え、メンフィスの心を奪われたことにより、キャロルをさらに激しく憎悪し、ミタムン殺害の濡れ衣を着せようとする等、あらゆる手を使って抹殺を目論む。物語が進むにつれ、アイシスも知らない力が働くようになり、企みはことごとく失敗に終わる。ヒッタイト、アッシリアとの戦いを経て、幾度も奇跡を起こし、エジプトを大勝利へと導いたキャロルへと次第に人心が傾き、女王としての立場を脅かされるように。またメンフィスの面前でキャロルに辛くあたったことで、益々距離を置かれるようになる。その隙を窺うように接近してきたバビロニア王国の王ラガシュ（その他の古代人の項目参照）に取引を持ちかけられ、キャロルを殺す約束と引き換えに彼へと嫁ぎ、バビロニア王妃となる。王妃となった後も、表面上はともかく、ラガシュ王に心を開くことはなく、弟メンフィスのことを一途に思い続ける。一度はメンフィスと決別を迎えながらも思い切れず、いつかはエジプトに帰りたいと強く願っている。エジプトとバビロニアの戦争の中、古代に戻ったキャロルを待ち構え、キャロルの懐妊に逆上し死海に落として流産させた。のちにラガシュ王の子を身ごもっていることが発覚。その後王子を産むが、メンフィスの子ではないと嘆く。

### 古代エジプト
ミヌーエ
古代エジプト王国の将軍。女官長ナフテラ（後述）の息子。
幼い頃から常にメンフィスに従い守って来た、片腕とも言うべき忠臣。武勇に優れた徳のある将軍として、民にも知られている。
ごく初期にはアイシスに恋を打ち明ける描写が見られたが、手厳しく撥ね付けられて後は全くその様子は見られない。逆に近年では、アイシスの危険思想を警戒するのみで、思慕していたという設定は無かったことのようになっている。
ウナス
ミヌーエに次ぐメンフィスの忠臣として、キャロルの護衛（兼見張り）を務める古代エジプト王国の武官。名前の由来は最古の「ピラミッド・テキスト」でも知られるエジプト第5王朝のウナス王。
黒髪を坊ちゃん刈りにした、生真面目で責任感の強い青年。幼少時に濡れ衣で処刑されかけたところを助けられて以来、メンフィスに絶対の忠誠を誓っている。職務上、その傍近くでキャロルの英知を目の当たりにし、多くの感嘆と信頼を寄せているものの、苦労させられることもしばしば。が、キャロルとメンフィスのためには一命を賭す覚悟で仕え、隊長となる。同じくキャロルの近侍を務めるルカには正体を知らぬこともあって互いに親しく接している。
ルカ
メンフィスの元でキャロルの召使い及び護衛（兼見張り）を務める古代エジプト王国の武官。しかし、その正体は密命を受けてエジプトに潜入したヒッタイトの間者である。
ソバージュの長髪を後ろで一纏めにしている。イズミル（古代ヒッタイトの項目参照）の腹心の部下であり、白い鳩を使ってやりとりしている。キャロル及びエジプトを狙うイズミルより、宮廷内を探るという命を受けて潜入し、キャロル始めエジプト内の人々にはその正体を一向に悟られず、ウナスと共にキャロルを幾多の危険から守ってきた。ウナスとは異なり、短剣を使うことが多く、その腕はかなりのもの。イズミルへの忠誠心は人一倍強い反面、キャロルを敬いながらもそのお茶目な一面を微笑ましく思う等、強く慕っている。そのため間者である正体を知られ、彼女の信頼を失うことをひどく恐れるなど、内心葛藤している。因みに、ルカの衣装は初登場時から一度も変わっていない。
テティ
古代エジプト王国の、キャロル付きの侍女。他の侍女たちからはテティ様と敬称を付けられるなど、ナフテラに次ぐ地位もしくは身分の模様。
ふくよかな体に明るい性格で食欲旺盛、コメディリリーフ的な役回りが多い。主であるキャロルとは、主従を超えた絆で結ばれており、魔女キルケーの妖術によって正気を失ったキャロルが、唯一名前を覚えていたほど。テティ自身がキャロルに向ける忠誠心も高く、力及ばぬまでもアトラスやイズミルに立ち向かい、拉致されたキャロルを密かに追跡するなど、行動力に長ける。また運が非常に良く、キャロルほどではないものの、幾度も生命の危機を迎えながらも、キャロルを狙う者たちの手によって無残に殺害されたり負傷することの多い他の侍女たちとは異なり、一度も大事に至ったことはない。ミノア編以降も常にキャロルの側に控え、一緒にお忍びで下町へ繰り出したり、料理を作ったりしている。本人はウナスに気があるようだが、商人カレブに一目惚れされてしまった。
ナフテラ
古代エジプト王国の宮廷侍女たちを統率する女官長であり、ミヌーエ将軍の母。
キャロルが母のように慕う優しい中年の女性。物語序盤に殺害されたミタムン王女失踪の真相を知る数少ない人物だが、アイシスやアリに強く口止めされ、思い悩む一幕も存在した。本人に責任はないのだが、物語全般に亘って、度重なるキャロル暗殺未遂など、宮廷での不祥事を激昂したメンフィスに失態を咎められることも多い。
イムホテップ
古代エジプト王国の名宰相。『王家の紋章』はおおむね紀元前1500年以降の新王国時代をモデルにしているが、ここでははるか昔、ピラミッド建設時代（紀元前2500年頃）の、ピラミッドを建設したという伝説的な名宰相イムホテップの名を登場させている。
ソバージュの長髪に顎髭をたくわえた鋭い目をした賢い老人で、キャロルの英知と心根をいたく気に入り、王家の新たな血として王妃となることを賛成した。
ハサン
砂漠を渡る古代の商人。
背が高く痩身で、飄々とした男。当初はカレブと共に、金儲けのためにキャロルへ近付いたものの、その人柄に触れ、後に騎士道的精神でキャロルを守るようになる。キャロルの命令しか聞かないと心に決めている。エジプト王妃であるキャロルにもいたって気さくに接し、ハサンが授けた旅から旅への豊富な経験と薬草に関する知識は、幾度もキャロルを助けた。そのためメンフィスを始め、エジプト王宮の者たちから信任を得ている。
カレブ
ハサンの兄貴分を気取る旅の商人。元々はアッシリア王宮に出入りし、アルゴン王に重用されていた。ヒッタイトへ拉致されたキャロルにメンフィスの下へつれていくと嘘をつき、厳戒態勢の中、王宮を脱出させるなど、商人らしからぬ手腕に長ける。近年では、利益よりもキャロルの行く先々へ着いて回ろうとするハサンに先輩風を吹かしては、煙たがれている。損得抜きでキャロルに入れ込むハサンの態度が気に入らないと、アッシリアやバビロニアに内通しようとしたことも（いずれも未遂）。小柄で太めの体型、髭面である。トロイの都でエジプト・ミノア連合軍とヒッタイトの争いの最中、偶然出会ったテティに一目惚れする。
アリ
アイシスの乳母で腹心の女官。
あらゆる毒物を操り、手を尽くしてキャロル暗殺を実行してきたが、全て失敗している。アイシスの幸せを心から願っているため、最近ではキャロルのことよりも、アイシスに夢中なラガシュとの仲がうまくいくことを思い、アイシスの懐妊を喜んでいる。
カプター大神官
神事を司る、禿頭の神官長。
高潔であるべき地位にありながらその心は非常に俗で、数々の黄金の美術品を秘密の部屋に収集しては愛でている程に、黄金に目が無い。キャロルを最も尊ぶべき生きた黄金とみなしており、いつか我が手にと狙っている。キャロル自身は大神官の魂胆は知らぬものの、彼を薄気味悪く思っており、後のカプターとカーフラの計画をきっかけに酷く嫌うようになる。初登場時より徐々に丸まった体型になり、小太りな男になっている。無能な男と思われがちだが、占星術を元にした予言などはほぼ的中しており、自らに取り入ろうとするメクメクの素性についても、嘘だと感づきながらも、わざと騙されたふりをするなど、得体のしれないところが数多くある。
セチ
キャロルが最初に古代エジプトへ引き込まれた際、彼女を助けた奴隷母子の息子。後にキャロルがヒッタイトへ攫われた時には、兵の一人としてヒッタイトへ向かうも捕えられ捕虜になる。捕えられた牢屋で彼女と再会し、彼女がイズミルの目を盗み密かに手に入れたカギを使い脱走。キャロルを庇ってイズミルに刺され、今際の際に母（後述）の死を伝え、亡くなった。
セフォラ
キャロルが最初に古代エジプトへ引き込まれた際、彼女を助けた奴隷母子の母親。彼女が奴隷（メクメク同様、水汲みである）として働く事になった際、様々な事を助言する。神殿の工事の際、工事用の滑車に足を挟まれ、大ケガを負う。
メンフィスがヒッタイトに攻め入る前後に、病に倒れ亡くなった。
ネバメン
メンフィスの弟を名乗ってエジプト王宮に出入りする、元死刑囚。徐々に存在感を増し、将軍となる。
ベルト
ネバメンの計画に乗って、従者として付き従う元死刑囚。ナイルの王妃・キャロルに魅せられ、メクメクを嫌っている。下品かつ無知。
メクメク
水汲み奴隷の娘。貧しい生活と多くの兄弟の世話に追われる生活に嫌気が刺し、王宮での贅沢な暮らしを望む。自身の美貌に絶対の自信を持ち、偶然見かけたメンフィスの寵姫となるべく、カプター大神官に取り入る。またネバメンに対しても媚を売るなどする。古代エジプト人にしては珍しく、ナイルの王妃・キャロルへの尊敬の念が薄く、小女と侮っている。

### 古代ヒッタイト
イズミル
声 - 塩沢兼人 / 櫻井孝宏
古代ヒッタイト王国の第一王子。名前の由来は今のトルコ（ヒッタイト）西部の都市イズミルから。近隣国にもその令名を謳われる、聡明な長髪の美丈夫。武術の達人としても名高い。宿年のライバルであるメンフィスの戴冠式に、名代としてエジプトへ赴いた妹ミタムンが殺害され（彼がエジプトに滞在している間、市に出かけた従者の一人が古物商から買ったミタムンの額飾りが黒焦げていて血が滲んでいた事から、殺害された事を悟る）、復讐のために誘拐したキャロルだったが、その聡明さや何物にも屈しない気性を知る内に熱愛してしまう。キャロルを妃に迎えたいと密かにルカを送り込み、動向を探っては何度も奪取・拉致を試みる。魔女キルケーの魔力のこもったペンダントにより催眠状態にしたキャロルと無理矢理結婚式を挙げるなど強引な手段を取る一方で、自己犠牲さえ厭わずキャロルの身を守ろうとする真摯さも抱いている。
ミタムン
古代ヒッタイト王国の第一王女で、イズミルの妹。戴冠式のために名代として赴いたエジプトでメンフィスに好意を持つが、後に失恋。強引に結婚を認めさせたものの、ミタムンの言葉に揺れるメンフィスの様子に危惧を抱いたアイシスによって供の者を全て殺害された上、宮殿内の牢屋へ幽閉される。後に牢から脱出し、アイシスを殺害しようとしたが、キャロルが悲鳴をあげたことにより失敗。供物の油まみれとなり、その上から燭台の火をかけられる。キャロルが救おうとするが間に合わず、目の前で焼殺された。このことがイズミルのエジプト復讐の原因となってしまう。
ヒッタイト王
残忍で冷酷かつ好色なヒッタイト王国の王で、イズミルやミタムンの父。息子イズミルとはキャロルの身柄を巡って争う姿勢を見せるが、イズミルがライアンに撃たれ重傷を負うと、報復としてキャロルの暗殺を命じるなど、息子想いなところも見せる。
ヒッタイト王妃
ヒッタイト王国の王妃でイズミルの母。夫のヒッタイト王と正反対に、非常に思慮深く子供思いの優しい女性。登場当初はミタムンを失った悲しみと怒りをキャロルへ向けていたが、恨みを持ち越し続けることはなかった。またキルケーの妖術で正気を失ったキャロルと無理に婚儀を挙げようとするイズミルに不快感を示すなど、王妃らしい堂々とした風格を持つ。
ミラ
王妃のお付きを務める大人しい女性。王妃から気に入られているらしく、イズミルの花嫁にと勧められていた。彼女自身もイズミル王子のことを想い、エジプトから攫ってきたというキャロルの存在に不安を募らせていた。ただし他のライバル達のようにキャロルを殺したり陥れようとはせず、キャロルの望み通り、鍵を落としてヒッタイトを去らせようとしただけに留まる。近年ではイズミルの熱愛ぶりに望みがないと諦めたのか、王妃と共に登場はしても、ほとんど発言はない。
ムーラ
イズミル幼少の頃から王と王妃の信任を受け、養育係を務めてきた女性。エジプトでいうナフテラ女官長のように侍女達を統括する立場にあると思われる。イズミルの幸せを第一に考えているため、エジプトの神の娘と呼ばれるキャロルに敬意を払いつつも、イズミルに逆らうことは許さないと恫喝する。また火の島から連れてきたモリオネーがイズミルの側へ馴れ馴れしく侍ることを快く思っておらず、徹底的に遠ざけようとする。
ハザズ将軍
人の良い好々爺のように思えて、冷徹なヒッタイトの将軍であり、ムーラと共に王子の幼い頃から側近くに仕える。ムーサの山の麓の村にただ一人潜入し、キャロル拉致を成功させたり、ミノアでのキャロルの危機に我を失うイズミルに苦言を呈するなど、イズミルから高い信頼を得ている人物である。
ウリア
ヒッタイト王の姉で、ジダンタシュの母。イズミルへの愛情を装ってイズミルにねだられるままに書物を与え、彼を学問好きの柔弱な少年に育てて文弱な男を嫌うヒッタイト王から厭われるよう仕組んでいたが、しくじったと知るや豹変。イズミル暗殺を企て、優しい伯母を心から慕っていた幼いイズミルの心に深い傷跡を残した。イズミルを逆恨みし、その命を狙っている。
ジダンタシュ
イズミルの従兄弟。ヒッタイト王の甥。母ウリアとともにイズミルの命を狙う。幼い頃から粗暴であり、世継ぎの王子として周囲の衆望を集めるイズミルに敵愾心を抱いていた。死んだとされたイズミルに代わって世継ぎとして立てられると思いきや、謀事が発覚し、母共々失脚。一転して追われる身となり、その後も付近に潜伏する。

### 古代アッシリア
アルゴン
声 - 加藤精三
古代アッシリアの王。非常に好色で残酷な君主として悪名高く、先王の皇太子を殺して王位を奪った。エジプトを狙い、キャロルをおびき寄せて強引に妃にしようと画策するが失敗。激怒したメンフィスによって城を落とされ、左腕を切断された。いつも舌がペコちゃんのように出ている。
ジャマリ
アッシリアのアラゴン城後宮の女官で、アルゴン王の寵姫。キャロルの出現で寵愛を失い、その復讐のため、成功の暁には王妃となることを条件に、メンフィスを虜にしようとエジプトへ旅立つ。だが逆に美しいメンフィスに魅せられ、キャロルのことを持ち出して側へ近づき、得意の竪琴で籠絡しようとする。後にアルゴン王に捕らわれたメンフィスを気づかい地下牢に赴くなどするが、キャロルを一途に思い続けるメンフィスに助けるまでには至らず。その後も何食わぬ顔でアルゴン王の側へ侍り続ける。
シャル
アルゴンの弟。残忍な兄とは違い、大人しく気弱な性格。メンフィスに人質にされかけるが、あっさりと見捨てられる。だが本人は重傷を負った兄を守り、城から脱出した。神の娘であるキャロルに敬意を払っており、強引に妃にしようとすることに対しても異を唱えていた。ミノアの祝祭でキャロルと再会し、当時のことを謝罪している。

### 古代バビロニア
ラガシュ
古代バビロニアの王で、アイシスを妃に迎える。名前の由来はメソポタミア文明の都市国家ラガシュ。頭の切れる狡猾な人物で、アイシスの美貌に魅了され、キャロル殺害を請け負うのを条件にアイシスをバビロニア王妃として迎える。後にキャロルにも得がたい価値を見い出し、バビロンの塔に監禁する。懐妊に大喜びしたり、「まだメンフィスを想っているのか」と妬いたりと、アイシスのことは心から愛している模様。常に頭の被り物を外さない。
オムリ
ラガシュ王の腹心であり、かなりの切れ者。
リムシン大神官
バビロニアの大神官。後に占いでアイシスを「戦を呼ぶ、災いを招く王妃」と予言する。ショックを受けて飛び出した息子ガルズをアイシスに殺され、自身も追われる身に。アイシスを呪いつつ、僅かな手勢と共に山中へと篭もる。
ガルズ
リムシン大神官の息子。後に月食の災いを逸らすための身代わり王として選出される。一目見た王妃アイシスを思慕し、アイシスを苦しい立場へ追い込んだキャロルを憎悪する。アイシスを想うあまり何事にも手につかない様子だったが、父であるリムシン大神官がアイシスを不吉な女と予言したことに衝撃を受ける。真偽を確かめようとする彼の目の前でラガシュ王にエジプトをねだるアイシスを止めようとするが、ことの露見を恐れたアイシスによって慮外者に仕立て上げられ、激怒したラガシュ王によって斬りつけられ、塔の上から落とされる。父にアイシスを（戦を）止めようとしたことを告げて息を引き取る。

### 古代ミノア
ミノス
ミノア王国の14歳の病弱な少年王。名前の由来はギリシア神話でクレタ島を統治していたというミノス王。黒いソバージュヘアを後ろで一纏めにした、気弱で優しい少年。長く過換気症候群という病を患っていたが、王国に招いたキャロルの看病の甲斐あって完治する。しかしそれをきっかけとしてキャロルを想うようになったあまり、ミノスを長く従えていた母親―王太后により昏迷状態にされたキャロルを強引に妃にしようとしたが失敗する。
アトラス
ミノア王国の隠された第一王子。ミノスの兄。名前の由来はギリシア神話の巨人アトラス。黒く波打つ長髪に大きな体、不可思議な肌の色をしたその醜い姿のために出生を秘され、ミノア王国地下でラビリンスのミーノータウロスのように暮らす王子。キャロルに恋し求愛するが、拒まれたことで逆恨みし、執拗に付け狙う。またキャロルの夫であるメンフィスのことも同様に狙っている。マカオーンという名の巨大な イルカと意思疎通を図ることが可能で、騎乗及び斥候として使役している。
王太后
ミノスとアトラスの母。病弱な王に代わり海洋王国ミノアを治める女性。女性でありながら政治的手腕に長け、強大な海軍及び守護神として活躍するアトラスの助力もあって、エーゲ海の支配者として君臨していた。当初はミノスの病気を治してもらったことに対し、純粋に感謝していたが、ミノスの恋心を知り、また次第にキャロルの叡智を惜しむようになり、メサラ大臣を抱き込み、キャロルをミノスの妃とするよう画策する。キャロルを力づくで妃にし、強力な海軍を盾にメンフィスと堂々と渡り合えとミノスを焚き付けるも、弟同様にキャロルに想いを寄せるアトラスの逆鱗に触れ、重傷を負う。
フオティア
ミノスの世話係で、王太后お気に入りの貴族の娘。ミノスを慕っている。ミノスに毒を盛ったとの濡れ衣を着せられて処刑されそうになったが、キャロルに助けられる。地下牢に再度繋がれるがその後どうなったかは分からない。
ユクタス
ミノアの将軍。特徴的な髪形の大男であり、豪勇で知られる。武術の達人であるイズミル王子とも互角に立ち回るなど作中屈指の力を誇る。恐ろしげな容姿とは裏腹に生真面目で真摯な性格であり、キャロルに対しても神の娘と敬意を払っている。塩の海の神殿から助け出したばかりの瀕死のキャロルをメンフィスの所へ送り届けることなく、無理にでもミノアへ連れて行こうとする同胞のニヒタ達を押し留めたり、キャロルをミノスの妃にしようとする王太后の企みに否を唱えるなど、至って善良。ただし事情を知らないメンフィスからは、キャロルを厄介ごとに巻き込んだ張本人、疫病神と嫌われ、その後の接触をことごとく妨害されている。

### その他の古代人
アマゾネスの女王
アマゾンの女王。女でありながら、男にも負けない力を持つ勇猛な女王。キャロルを二度程助けたことがあり、信頼を寄せて重体の妹ヒューリアを託す。
ヒューリア
アマゾネスの女王の妹。ヒッタイト王により瀕死の重体であったが、キャロルの看病によって回復し、帰国。
モリオネー
古代アテネの貴族の娘。ミノアに貢納された奴隷の中に紛れ込んでしまったため、火の島の危険区域で働かされていた。アトラスの襲撃を受け、難破したイズミル王子一行を助ける。イズミルに魅せられ、自分をヒッタイトへ連れて行くことを条件に、道案内及び島からの脱出に力を貸すことを提案する。しかしトロイまでの船旅の中で、イズミルの目がキャロルにしか向いていないことや、途中で乗船してきたムーラによってイズミルの側から遠ざけられたことに、次第に不満を溜め込む。トロイの都へやってきたヒッタイト王が彼女をイズミルの花嫁と勘違いし、国から持参した花嫁衣装を与えたことに初めは狂喜し、着飾るも、直後に嘘をついていたと王の怒りを買って鞭打ち刑に処せられてしまう。そのため血まみれの復讐鬼のようになり、キャロルの寝所を守る侍女たちを次々に殺害、キャロルも手にかけようとするがアマゾネスの女王に阻まれる。戦の最中、キャロルがつけていた首飾りを手に周囲をうろつき、首飾りの放つ特殊な芳香からキャロルと勘違いして油断したイズミルに重傷を負わせ、アマゾネスによる拉致の原因を作った。その後の消息は不明。
マシャリキ
古代アビシニア王国の「青の王子」。ナイルの王妃・キャロルを一目見ようと、身分を隠しエジプトに滞在していた。カーフラ王女を第二の妃に迎えたと思い込んでムーサの山に身を隠したキャロルの従者となり、しばらく共に暮らす内に彼女に惹かれていく。しかし、イズミルの意を受け村に潜入した将軍の手引きによって、キャロルの拉致を許してしまう。そのことをメンフィスに咎められ、牢に繋がれてひどく痛めつけられたため、彼を憎み、配下であるエレニーに命じて、メンフィス暗殺を企てる。
エレニー
マシャリキの配下の女性。非常に身が軽く、間諜や武術に長ける。地下牢に繋がれたマシャリキ救出のため派遣されたが、キャロルが訪ねてくれるまで待つというマシャリキの言葉に従い、侍女として王宮に入り込む。マシャリキの命を受け、本国から取り寄せたアビシニアの秘薬を、昏睡状態にあるキャロルに与えて救う一方で、マシャリキを拷問したメンフィスを暗殺しようとして酒に毒を盛るなどする。マシャリキがキャロルに惹かれていることを知り、嫉妬から彼女も毒酒の巻き添えにしようとしたことでマシャリキの不興を買い、しばらくエジプトに潜伏を続ける。
カーフラ
リビア王国第一王女。メンフィスの美貌を見て一目で恋し、キャロルを妃の地位から追い落とそうと画策する。
その足がかりとしてメンフィスの第二の妃になろうと、祭祀であるカプター大神官に賄賂で取り入り、密約を結ばせるなど奸智に長ける。その後も、ヒッタイト・アッシリア・バビロニアという強国と敵対しており、リビアと同盟を結ばざるを得ないエジプトの苦しい立場を利用し、大臣、果ては父王まで引っ張り出して婚儀を迫るが、リビア本国で皇太子暗殺未遂という変事が起きたため、急きょ帰国した。その後も諦めていない様子を見せる。自分を美女だと信じて疑わないが、ばあやから以外の称賛の描写はなく、女好きのアルゴン王からも全く見向きもされなかった。
シンドゥ
古代インダスの王子。キャロルに自国の運命を予知させるが、その結果に憤慨し、キャロルを逆恨みしている。
アルシャーマ
メディア国の王。アルシと名乗り、エジプト王宮に出入りしている。黄金の王妃キャロルには女性的な魅力を感じなかったが、何故かキャロルが変装した黒髪の乙女ハピに一目惚れする。

### 現代人
ライアン・リード
リード家の長兄。後にコンツェルンの社長となる。肩まで伸びた黒髪の、クールな青年実業家。博識で敏腕、卓越した経営能力で会社は纏めているものの、溺愛している妹キャロルの度重なる行方不明事件に翻弄されている。ジミーには、事業の鬼・氷のライアン・アメリカのライオンなどと恐れられ、敬遠されている。
ジミー
声 - 財満健太
キャロルの考古学の師ブラウン教授の孫であり、現代での恋人＆婚約者。キャロルに夢中だが、度々行方不明になっては長く発見されないキャロルを、王の墓を暴いたことで“王家の呪い”に侵されているのではないかと身を案じている。ライアンのことが苦手らしい。連載当初、キャロルと両思いで将来を約束していただけに、報われないキャラクターでもある。
ブラウン教授
カイロ学園で教鞭を取る考古学者。キャロルの考古学の師であり、ジミーの祖父。度々行方不明になっては長く発見されないキャロルの状態を、“王家の呪い”かも知れないと推測している。
ロディ
キャロルの二番目の兄で、ライアンの弟。殆ど登場しない。
アフマド
アラブの石油王。キャロルのためならどんな危険も厭わない、勇敢な青年。地中海で溺れていたキャロルを救出し、以来惚れ込んで追い掛けるようになる。キャロルがメンフィスの子供を身ごもって現代へ帰ってきた際、世間の批判から守るため、キャロルの相手として進んで名乗り出た。
リード社長
キャロルたち兄妹の父で、リード社社長。ブラウン教授の遺跡発掘事業に出資した。石室と王の墓を発掘したことで、アイシスの復讐の標的に。アイシスがコブラを使っている所を目撃し、アイシスからコブラを投げられ、喉を噛まれて殺害されてしまう。
リード夫人
キャロルの母、キャロルが行方不明になってから体調を崩し寝込むようになる。キャロルを心配する思いが通じるのか度々古代にいるキャロルの夢を見る。

## 登場する国など
- 古代エジプト（エジプト、首都：テーベ）
- ヒッタイト（現在のトルコ、首都：ハットゥシャ）
- バビロニア（現在のイラク、メソポタミアの南部）
- アッシリア（現在のイラク、メソポタミアの北部）
- ミノア（現在のクレタ島）
- アマゾン（アマゾーン）
- アビシニア（エチオピア）
- リビア（北アフリカに位置）
- インダス
- メディア王国（首都：エクバタナ）

## 書誌情報

### 単行本
- 細川智栄子あんど芙〜みん 『王家の紋章』 秋田書店〈プリンセスコミックス〉、既刊70巻（2024年6月14日現在）
  1. 1977年1月24日発売[9]、ISBN 4-253-07060-4
  2. 1977年9月27日発売[10]、ISBN 4-253-07061-2
  3. 1978年3月9日発売[11]、ISBN 4-253-07062-0
  4. 1978年5月25日発売[12]、ISBN 4-253-07063-9
  5. 1979年10月5日発売[13]、ISBN 4-253-07064-7
  6. 1980年6月13日発売[14]、ISBN 4-253-07065-5
  7. 1981年2月21日発売[15]、ISBN 4-253-07066-3
  8. 1981年7月16日発売[16]、ISBN 4-253-07067-1
  9. 1981年11月4日発売[17]、ISBN 4-253-07068-X
  10. 1982年9月4日発売[18]、ISBN 4-253-07069-8
  11. 1982年12月10日発売[19]、ISBN 4-253-07070-1
  12. 1983年7月26日発売[20]、ISBN 4-253-07071-X
  13. 1984年7月26日発売[21]、ISBN 4-253-07072-8
  14. 1985年6月3日発売[22]、ISBN 4-253-07073-6
  15. 1985年9月2日発売[23]、ISBN 4-253-07074-4
  16. 1985年12月2日発売[24]、ISBN 4-253-07075-2
  17. 1986年5月2日発売[25]、ISBN 4-253-07076-0
  18. 1986年11月13日発売[26]、ISBN 4-253-07077-9
  19. 1987年7月2日発売[27]、ISBN 4-253-07078-7
  20. 1987年10月30日発売[28]、ISBN 4-253-07079-5
  21. 1988年3月3日発売[29]、ISBN 4-253-07080-9
  22. 1988年8月22日発売[30]、ISBN 4-253-07081-7
  23. 1989年3月20日発売[31]、ISBN 4-253-07082-5
  24. 1989年9月7日発売[32]、ISBN 4-253-07083-3
  25. 1990年4月28日発売[33]、ISBN 4-253-07084-1
  26. 1990年10月26日発売[34]、ISBN 4-253-07085-X
  27. 1991年3月28日発売[35]、ISBN 4-253-07590-8
  28. 1991年10月25日発売[36]、ISBN 4-253-07591-6
  29. 1992年4月2日発売[37]、ISBN 4-253-07592-4
  30. 1992年10月23日発売[38]、ISBN 4-253-07593-2
  31. 1993年4月23日発売[39]、ISBN 4-253-07594-0
  32. 1993年11月18日発売[40]、ISBN 4-253-07595-9
  33. 1994年4月28日発売[41]、ISBN 4-253-07596-7
  34. 1995年3月31日発売[42]、ISBN 4-253-07597-5
  35. 1995年11月24日発売[43]、ISBN 4-253-07598-3
  36. 1996年5月31日発売[44]、ISBN 4-253-07599-1
  37. 1997年4月24日発売[45]、ISBN 4-253-07600-9
  38. 1997年12月19日発売[46]、ISBN 4-253-07613-0
  39. 1998年6月26日発売[47]、ISBN 4-253-07614-9
  40. 1998年12月21日発売[48]、ISBN 4-253-07615-7
  41. 1999年6月25日発売[49]、ISBN 4-253-07797-8
  42. 1999年12月16日発売[50]、ISBN 4-253-07798-6
  43. 2000年6月22日発売[51]、ISBN 4-253-07799-4
  44. 2001年2月22日発売[52]、ISBN 4-253-07800-1
  45. 2001年6月28日発売[53]、ISBN 4-253-19111-8
  46. 2001年12月24日発売[54]、ISBN 4-253-19112-6
  47. 2002年7月18日発売[55]、ISBN 4-253-19113-4
  48. 2003年8月21日発売[56]、ISBN 4-253-19114-2
  49. 2004年9月9日発売[57]、ISBN 4-253-19115-0
  50. 2005年8月16日発売[58]、ISBN 4-253-19116-9
  51. 2006年6月16日発売[59]、ISBN 4-253-19117-7
  52. 2007年7月13日発売[60]、ISBN 978-4-253-19118-0
  53. 2008年6月16日発売[61]、ISBN 978-4-253-19119-7
  54. 2009年6月16日発売[62]、ISBN 978-4-253-19120-3
  55. 2010年6月16日発売[63]、ISBN 978-4-253-19121-0
  56. 2011年8月16日発売[64]、ISBN 978-4-253-19122-7
  57. 2012年6月15日発売[65]、ISBN 978-4-253-19132-6
  58. 2013年6月14日発売[66]、ISBN 978-4-253-19133-3
  59. 2014年7月16日発売[67]、ISBN 978-4-253-19158-6
  60. 2015年7月16日発売[68]、ISBN 978-4-253-19159-3
    - ドラマCD付き限定特装版 同日発売、ISBN 978-4-253-18187-7

  61. 2016年6月16日発売[69]、ISBN 978-4-253-19160-9
  62. 2016年12月16日発売[70]、ISBN 978-4-253-27352-7
    - ドラマCDつき限定特装版 同日発売、ISBN 978-4-253-18191-4

  63. 2018年4月16日発売[71]、ISBN 978-4-253-27353-4
  64. 2018年6月15日発売[72]、ISBN 978-4-253-27354-1
  65. 2019年6月14日発売[73]、ISBN 978-4-253-27355-8
  66. 2020年6月16日発売[74]、ISBN 978-4-253-27356-5
  67. 2021年6月16日発売[75]、ISBN 978-4-253-27357-2
  68. 2022年6月16日発売[76]、ISBN 978-4-253-27358-9
  69. 2023年6月15日発売[77]、ISBN 978-4-253-27359-6
  70. 2024年6月14日発売[78]、ISBN 978-4-253-27360-2

### 文庫本
- 細川智栄子あんど芙〜みん 『王家の紋章』 秋田書店〈秋田文庫〉、既刊26巻（2024年8月30日現在）
  1. 1996年11月8日発売[79]、ISBN 4-253-17296-2
  2. 1996年11月8日発売[80]、ISBN 4-253-17297-0
  3. 1997年5月10日発売[81]、ISBN 4-253-17298-9
  4. 1997年11月10日発売[82]、ISBN 4-253-17299-7
  5. 1998年11月10日発売[83]、ISBN 4-253-17300-4
  6. 2000年9月7日発売[84]、ISBN 4-253-17301-2
  7. 2002年11月8日発売[85]、ISBN 4-253-17302-0
  8. 2005年1月12日発売[86]、ISBN 4-253-17303-9
  9. 2005年10月7日発売[87]、ISBN 4-253-17304-7
  10. 2006年4月7日発売[88]、ISBN 4-253-17305-5
  11. 2006年10月6日発売[89]、ISBN 4-253-17306-3
  12. 2007年4月10日発売[90]、ISBN 978-4-253-17307-0
  13. 2007年10月10日発売[91]、ISBN 978-4-253-17308-7
  14. 2008年4月10日発売[92]、ISBN 978-4-253-17309-4
  15. 2008年10月10日発売[93]、ISBN 978-4-253-17310-0
  16. 2009年4月10日発売[94]、ISBN 978-4-253-17311-7
  17. 2009年10月9日発売[95]、ISBN 978-4-253-17312-4
  18. 2010年4月9日発売[96]、ISBN 978-4-253-17313-1
  19. 2011年7月8日発売[97]、ISBN 978-4-253-17314-8
  20. 2012年4月10日発売[98]、ISBN 978-4-253-17315-5
  21. 2013年7月10日発売[99]、ISBN 978-4-253-17316-2
  22. 2015年4月17日発売[100]、ISBN 978-4-253-17317-9
  23. 2016年1月22日発売[101]、ISBN 978-4-253-17318-6
  24. 2016年7月22日発売[102]、ISBN 978-4-253-17319-3
  25. 2018年5月24日発売[103]、ISBN 978-4-253-17320-9
  26. 2024年8月30日発売[104]、ISBN 978-4-253-17321-6

### イラスト集
- 『永久保存版 プリンセス ロマン デラックス 細川知栄子イラスト集「王家の紋章」』（秋田書店、1982年7月15日発行）雑誌 61043-03
- 『王家の紋章 イラスト集』（秋田書店、2022年6月16日発売）ISBN 978-4-253-10134-9

### 連載記念ブック
- 『連載30周年記念 王家の紋章 公式ファンブック』（秋田書店、2007年8月15日初版発行）ISBN 978-4-253-19149-4
- 『王家の紋章 連載40周年アニバーサリーブック』（秋田書店、2016年7月25日初版発行）ISBN 978-4-253-19150-0

### 研究本
- 「王家の紋章」研究会 銀座本部／編『キャロルの秘密 キャロルはなぜ愛されるのか?』（近代映画社、1993年12月15日初版発行）ISBN 4-7648-1728-4

### 別冊付録
- 『[王家]検定BOOK2010』（非売品、月刊プリンセス2010年5月特大号付録）

## 派生作品

### VHS版
王家の紋章 イラスト・ストーリー・ビデオ カラー40分
発売 - 東映株式会社（製作：東映ビデオ株式会社 1996年3月 VHS STEREO-HI-Fi VRTM 01732）
製作 - 「王家の紋章」製作委員会
製作協力 - 秋田書店・銀座ビデオテック
制作 - 秋田貞美 渡邉亮徳
企画 - 神永悦也 石黒吉貞
音楽 - 久石譲
原作・脚本 - 細川知栄子あんど芙～みん
- キャスト
  - キャロル - 山本百合子
  - メンフィス - 神谷明
  - アイシス - 杉山佳寿子
  - イズミル - 塩沢兼人
  - ナレーション - 来宮良子

構成 - 高橋尚子
音楽プロデューサー - 矢作樹久麿
ディレクター - 三宅明夫
プロデューサー - 山口敦規
演出 - 矢作大輔

### レコード・CD版
「王家の紋章 イラスト・ストーリー・ビデオ・オリジナル・サウンド・トラック」
オリジナル版：NECアベニュー（1988年6月21日／N20C-6）
復刻版：モモアンドグレープスカンパニー（2004年9月25日／ABCA-5067）
製作 - 「王家の紋章」製作委員会
音楽 - 久石譲
「王家の紋章 イメージアルバム Part1」
オリジナル版：キャニオン・レコード（1982年7月21日／C25G-0142）
復刻版：ポニーキャニオン（1990年12月15日／PCCG-00104）
- キャスト
  - キャロル - 潘恵子
  - メンフィス - 神谷明
  - アイシス - 杉山佳寿子
  - イズミル - 塩沢兼人
  - アルゴン - 加藤精三
  - リード - 渡部猛
  - ナレーション - 田島令子

- 音楽 - 馬飼野康二
- 構成・脚本 - 藤井青銅
- 演出 - ドン上野
- イメージソング - 全作詞：藤公之介
  - キングオブキングス〜メンフィスのテーマ〜（高梨雅樹）
  - 剣よりも愛〜キャロルのテーマ〜（潘恵子）
  - 時の流れに（高梨雅樹＆潘恵子）

「王家の紋章 イメージアルバム Part2」
オリジナル版：キャニオン・レコード（1984年8月21日／C25G-0356）
復刻版：ポニーキャニオン（1990年12月15日／PCCG-00105）
- 音楽 - 馬飼野康二

### ミュージカル版
2016年にミュージカル「王家の紋章」の初演が公演された。単行本4巻までを舞台化している。いずれも、音楽をシルヴェスター・リーヴァイ、演出を荻田浩一が担当した。
公演日程
- 初演 - 2016年8月5日 - 27日（プレビュー公演が8月3日・4日にあり）、東京・帝国劇場
- 再演 - 2017年4月8日 - 5月7日、東京・帝国劇場 / 2017年5月13日 - 31日、大阪・梅田芸術劇場メインホール
- 再々演 - 2021年8月5日 - 28日、東京・帝国劇場 / 2021年9月4日 - 26日、福岡・博多座

キャスト
- メンフィス - 浦井健治（初演・再演・再々演（再々演のみWキャスト））・海宝直人（再々演（Wキャスト））
- キャロル - 宮澤佐江・新妻聖子（初演・再演（Wキャスト））、神田沙也加・木下晴香（再々演（Wキャスト）
- イズミル - 宮野真守・平方元基（初演・再演（Wキャスト） ）、平方元基・大貫勇輔（再々演（Wキャスト））
- ライアン - 伊礼彼方（初演・再演）、植原卓也（再々演）
- ルカ - 矢田悠祐（初演・再演）、前山剛久・岡宮来夢（再々演（Wキャスト））
- ウナス - 木暮真一郎（初演・再演）、大隅勇太・前山剛久（再々演（Wキャスト））
- ミタムン - 愛加あゆ（初演・再演）、綺咲愛里（再々演）
- ナフテラ - 出雲綾（初演・再演・再々演）
- アイシス - 濱田めぐみ（初演・再演）、朝夏まなと・新妻聖子（再々演（Wキャスト））
- イムホテップ - 山口祐一郎（初演・再演・再々演）
- ミヌーエ - 川口竜也（初演）、松原剛志（再演）、松原剛志（再々演）
- セチ - 工藤広夢（初演・再演）、坂口湧久（再々演）